# مندون (یوتا)
مندون (به انگلیسی: Mendon) شهری در ایالت یوتا کشور ایالات متحده آمریکا است که جمعیت آن در سرشماری سال ۲۰۱۰ میلادی، ۱٬۲۸۲ نفر بوده‌است.